# Stanislav Gross

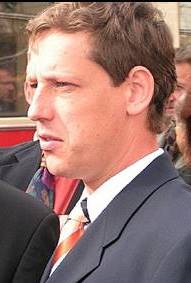
Stanislav Gross (2004)

Stanislav Gross (* 30. Oktober 1969 in Prag; † 16. April 2015 ebenda) war ein tschechischer Politiker der sozialdemokratischen Partei ČSSD und Rechtsanwalt. Er war von 2004 bis 2005 Vorsitzender seiner Partei und Ministerpräsident der Tschechischen Republik.

## Leben
Nach der Matura an der Verkehrsfachmittelschule in Prag arbeitete Stanislav Gross von 1984 bis 1988 als Elektromechaniker und Lokomotivführeranwärter bei den Tschechoslowakischen Bahnen. Von 1988 bis 1990 leistete er Wehrdienst, dann widmete er sich der Politik. Neben seiner Tätigkeit als Parlamentsabgeordneter studierte er von 1993 bis 1999 Rechtswissenschaften an der Karls-Universität Prag. Gross heiratete 1996 Šárka Perlíková; das Paar bekam zwei Töchter. 2004 erhielt Gross den Grad eines JUDr. (sog. „kleiner Doktorgrad“) an der Juristischen Fakultät der Westböhmischen Universität in Pilsen.
Gross wurde von Kritikern vorgeworfen, seine Abschlüsse unrechtmäßig erworben zu haben. Seine Diplomarbeit zur Entwicklung des tschechischen Bankensektors während der Transformation hatte etwa nur 33 Seiten. Auch hätte er angeblich eine anspruchsvolle Deutschprüfung im Rahmen seines Studiums abgelegt, obwohl bekannt war, dass er kein Deutsch sprach.
Im Zuge einer Affäre um den rechtswidrigen Verleih akademischer Titel an der Juristischen Fakultät der Westböhmischen Universität in Pilsen stellte sich im Jahr 2009 heraus, dass Gross’ rigorose Arbeit zum Thema „Entwicklung der Finanzverwaltung seit 1918“ zu denjenigen Arbeiten gehörte, die in den Archiven der Universität nicht auffindbar waren. Der Rektor der Universität, Josef Průša, behauptete, dass die Arbeit in einem Tresor des Dekanats liege, der als einstweiliger Dekan eingesetzte ehemalige Justizminister Jiří Pospíšil sagte jedoch aus, sie dort nicht gefunden zu haben. Die einzige Person, die behauptete, die Arbeit gesehen und gelesen zu haben, war Milan Kindl, der Protagonist der Affäre, der von seinem Amt als Dekan der Juristischen Fakultät und von weiteren Ämtern zurücktreten musste. Die Affäre hatte für Stanislav Gross bis zu seinem Tod allerdings keine Folgen.
Nach seinem Rücktritt von den politischen Ämtern im Jahr 2005 arbeitete Gross in einer Prager Anwaltskanzlei. Aufsehen erregte er durch Aktienspekulationen, die ihm innerhalb kurzer Zeit ein größeres Vermögen einbrachten.
Stanislav Gross erlag Mitte April 2015 seiner ALS-Erkrankung.

## Politik
Noch während der Samtenen Revolution 1989 trat er in die wiedergegründete Tschechische Sozialdemokratische Partei ein und machte dort schnell Karriere. 1990 wurde er zum Vorsitzenden der Jungen Sozialdemokraten gewählt. Dieses Amt übte er bis 1994 aus. Bei der Wahl im Juni 1992 errang Gross – im Alter von 22 Jahren – einen Sitz im Tschechischen Nationalrat. 
Nach der Auflösung der Tschechoslowakei 1993 gehörte er dem Abgeordnetenhaus der Tschechischen Republik an, ab Januar 1995 war er Fraktionsvorsitzender der ČSSD, die sich in Opposition zur konservativen Regierung Václav Klaus befand. Nach dem Sieg der ČSSD bei der vorgezogenen Neuwahl 1998 wurde Gross Vizepräsident der Abgeordnetenkammer. Ab dem 4. April 2000 war er Innenminister in der Regierung von Miloš Zeman. Dieses Amt behielt er auch in der Regierung von Vladimír Špidla ab Juli 2002, zudem war er 1. Stellvertreter des Ministerpräsidenten.
Nach Špidlas Rücktritt als Regierungs- und Parteichef übernahm Gross kommissarisch die Leitung der ČSSD. Staatspräsident Václav Klaus ernannte ihn am 2. Juli 2004 zum Ministerpräsidenten der Tschechischen Republik. Die von Gross vorgestellte Regierung – eine Koalition aus Sozialdemokraten, der christdemokratischen KDU-ČSL und der liberalen US-DEU – erhielt am 24. August 2004 das Vertrauen des Parlaments. Mit 35 Jahren war er seinerzeit der jüngste Regierungschef Europas und der bislang jüngste Ministerpräsident in der Geschichte der Tschechischen Republik.
Gross, der in der Beliebtheitsskala der tschechischen Politiker lange Zeit auf einem der vorderen Plätze rangierte, galt als gewandter Verhandlungsführer und Meister von Kompromissen. Trotzdem konnte er den Popularitätsverfall seiner Partei nicht aufhalten, die bei den Nachwahlen zum Senat und den Wahlen zu den Regionalparlamenten am 5. und 6. November 2004 schwere Verluste erlitt.
Im Februar 2005 erhoben mehrere Zeitungen schwere Vorwürfe gegen Gross wegen eines dubiosen Kredits für den Kauf einer Luxuswohnung in Prag und wegen der unternehmerischen Aktivitäten seiner Frau. Er war nicht imstande zu erläutern, woher er umgerechnet 30.000 Euro für die Wohnung hatte. Die Christdemokraten (KDU-ČSL), die zweitgrößte Partei der Regierungskoalition, forderten daraufhin Gross’ Rücktritt. Er drohte wiederum damit, die christdemokratischen Minister aus der Regierung zu entlassen. Schließlich einigte man sich darauf, den über Ostern stattfindenden Parteitag der Sozialdemokraten abzuwarten. Auf diesem wurde Gross am 26. März 2005 mit 53 % der Stimmen zum Parteivorsitzenden gewählt, sein Gegenkandidat, Arbeitsminister Zdeněk Škromach, erhielt 37 % der Stimmen. 
Am 30. März 2005 erklärten die Christdemokraten schließlich ihren Ausstieg aus der Koalition und kündigten zudem an, bei einem für den 1. April 2005 geplanten Misstrauensvotum gegen Gross stimmen zu wollen. Bei der Abstimmung enthielten sich die 41 Abgeordneten der kommunistischen Partei KSČM, wodurch die erforderliche Stimmenanzahl zur Abwahl von Gross nicht erreicht wurde. Gross kündigte zunächst an, bis zum geplanten Ende der Legislaturperiode im Juni 2006 mit einer Minderheitsregierung arbeiten zu wollen. Am 25. April 2005 erklärte er dann jedoch seinen Rücktritt vom Amt des Ministerpräsidenten. Nachfolger wurde der bisherige Minister für Regionalentwicklung Jiří Paroubek. Auch das Amt des Parteivorsitzenden musste Gross an Paroubek abgeben.